# Erythrokeratodermia progressiva symmetrica
Die Erythrokeratodermia progressiva symmetrica ist eine seltene angeborene Erkrankung aus der Gruppe der Erythrokeratodermien.
Synonyme sind: Darier-Gottron-Krankheit; Progressive symmetrische Erythrokeratodermie Typ Gottron; PSEK; lateinisch Erythrokeratodermia congenitalis progressiva symmetrica
Die Namensbezeichnung bezieht sich auf den Erstautor der Erstbeschreibung aus dem Jahre 1911 durch J. Darier und 1922 durch den Tübinger Hautarzt Heinrich Adolf Gottron (1890–1974).

## Verbreitung
Die Häufigkeit ist nicht bekannt, die Vererbung erfolgt autosomal-dominant.

## Ursache
Der Erkrankung liegen möglicherweise Mutationen im LOR-Gen im Chromosom 1 im Genort q21 zugrunde, welches für Loricrin kodiert.
Anscheinend ist die genetische Basis nicht eindeutig.
Weiter können Mutationen im TRPM4-Gen im Chromosom 19 an q13.33 nachgewiesen werden.

## Klinische Erscheinungen
Klinische Kriterien sind:
- Erstmanifestation ab dem Schulalter
- Deutliche Zunahme innerhalb von Wochen und Monaten
- Lokalisation an den Extremitäten
- Hochgradige symmetrische gleichmäßige Hyperkeratose mit gerötetem Randsaum an Handrücken, Ellenbogen, Füssen, Knien, mitunter auch im Gesicht
- Palmarregion und Brustbereich ausgespart
- Flächige, scharf begrenzte Keratosen teils mit Rötung, teils mit Pigmentierung

## Differentialdiagnose
Abzugrenzen sind neben verschiedenen nicht-blasenbildenden angeborenen Ichthyosen die Erythrokeratodermia variabilis, die Pityriasis rubra pilaris und das Netherton-Syndrom.

## Therapie
Die Behandlung erfolgt durch keratolytische Salben sowie Salz- oder Teerbäder.